# 郭贺
郭贺（1世纪—63年），字乔卿，广汉郡雒县（今四川省广汉市）人，東漢官员。
祖父郭坚伯，父亲郭游君，都有气节，不出仕王莽。郭贺通晓法律，初为广汉主簿，广汉郡太守蔡茂梦见坐在大屋子里，房梁上有三株谷穗，蔡茂跳起来拿，得到中间的一棵，马上就弄丢了。他问主簿郭贺，郭贺离席庆贺：“大屋是宫府的形象。房梁上有禾穗，是人臣的上禄征兆。得到中间的一棵，是中台之位。文字上禾失为秩，虽说是丢失，实际是得到禄秩。三公有空缺（衮职有阙），府君会补任的。”不满一月，汉光武帝徵蔡茂为司徒，蔡茂辟郭贺为司徒掾。
建武年间，郭贺累官为尚书令，在任六年，通晓原来的行政惯例，对时政多有匡益。郭贺出任荆州刺史，被皇帝接见赏赐，恩宠有加。到任後，有突出政绩。百姓满意，歌唱称颂他：“厥德仁明郭乔卿，忠正朝廷上下平。”汉明帝巡视到南阳，他特别受到赞赏，赐给他三公之服，黼黻冕旒。三公穿衮冕。黼好像斧形，黻像两个“己”子相背。冕是用木头做的，衣服用帛做的，玄上纁下，宽八寸，长一尺六寸。旒就是冕前后的垂玉，天子十二旒，上公九旒。而且要他出行时揭去车上的帷幕，以便百姓观看，来表彰他的道德。经过的地方，官民指着他互相提醒，无不以其为荣。永平四年（61年），徵拜为河南尹，治理以清静无为著称。任职三年而卒，汉明帝下诏书哀悼他，赐给他车一乘，钱四十万。

## 延伸阅读
[在维基数据编辑]
 《後漢書/卷26》，出自范晔《後漢書》
 《東觀漢記》